# عثمان چاوز
عثمان چاوز (اسپانیایی: Osman Chávez‎؛ زادهٔ ۲۹ ژوئیهٔ ۱۹۸۴) یک بازیکن فوتبال اهل هندوراس است.
وی همچنین در تیم‌های ملی فوتبال هند هندوراس بازی کرده‌است.